# Erwin Piscator

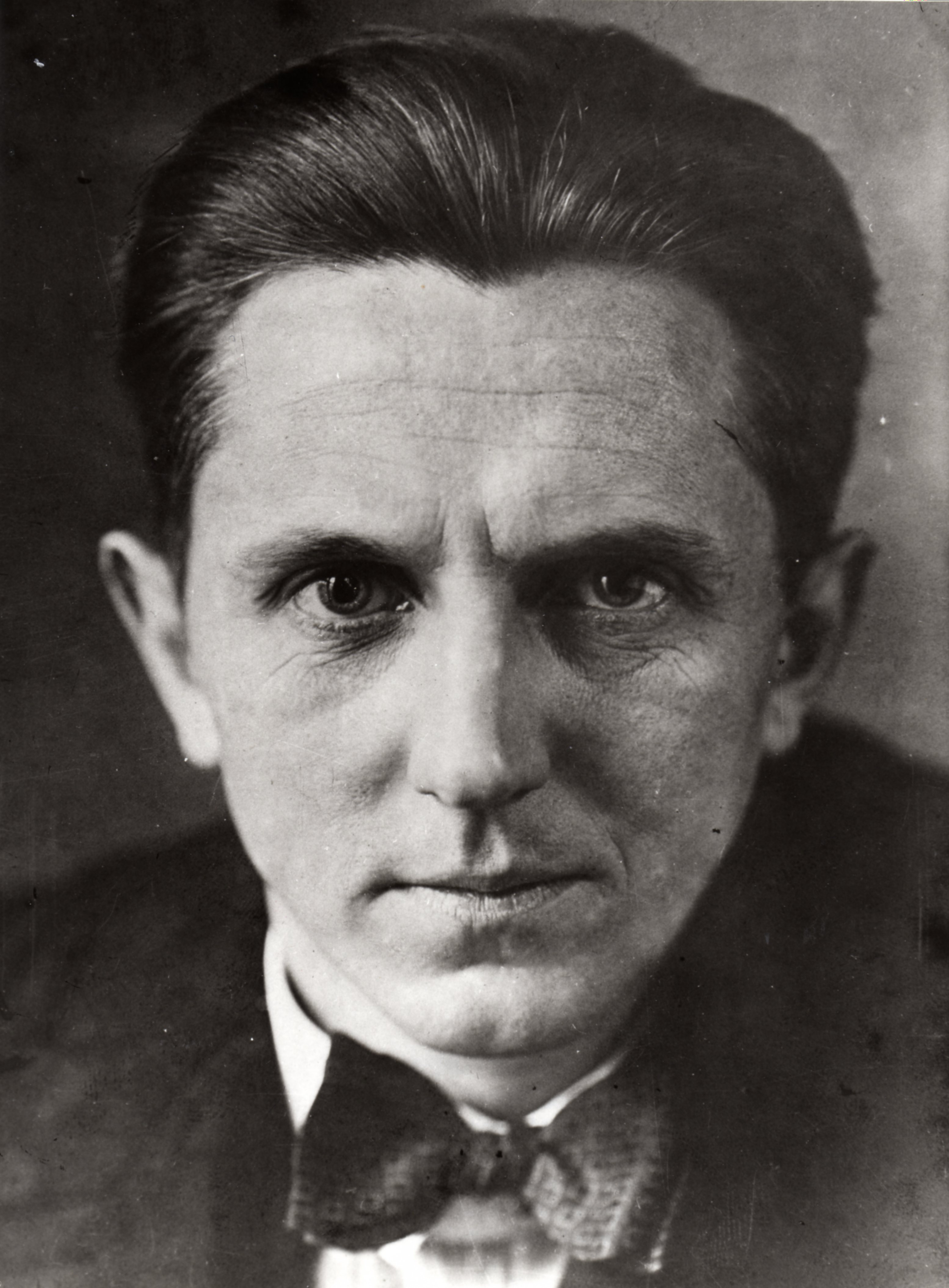
Erwin Piscator (um 1929)

Erwin Friedrich Max Piscator (* 17. Dezember 1893 in Ulm, heute zu Greifenstein gehörig; † 30. März 1966 in Starnberg) war ein deutscher Theaterintendant, Regisseur und Theaterpädagoge.
Piscator war ein einflussreicher Avantgardist der Weimarer Republik, der das Theater unter Ausweitung der bühnentechnischen Möglichkeiten zum ‚politischen Tribunal‘ umfunktionierte. Mit Hilfe komplexer Arrangements von Filmdokumenten, Bildprojektionen, laufenden Bändern und Fahrstühlen kommentierte er das theatrale Geschehen und erweiterte die Bühne zum epischen Panorama.
Das an den Piscator-Bühnen der Weimarer Republik entwickelte politische Theater erzielte breite Resonanz, veranlasste die Zeitgenossen jedoch angesichts der Abgrenzung des Regisseurs von einer Bühnenästhetik des reinen Kunstschönen zu sehr widersprüchlichen Einschätzungen. Piscators Inszenierungen wirkten auch auf die Theatertheorie Bertolt Brechts ein, der mit seinem epischen Theater Anleihen bei Piscator machte.
Nach langjähriger Emigration in der Sowjetunion, Frankreich und den Vereinigten Staaten traf Piscator in den 1950er und 1960er Jahren in der Bundesrepublik erneut den Nerv der Zeit mit Inszenierungen von Gegenwartsstücken zur NS-Vergangenheit. Damit leitete er eine Phase des Gedächtnis- und Dokumentartheaters ein, die auf breiter Ebene zu gesellschaftlichen Debatten um Fragen der Geschichtspolitik führte.

## Leben

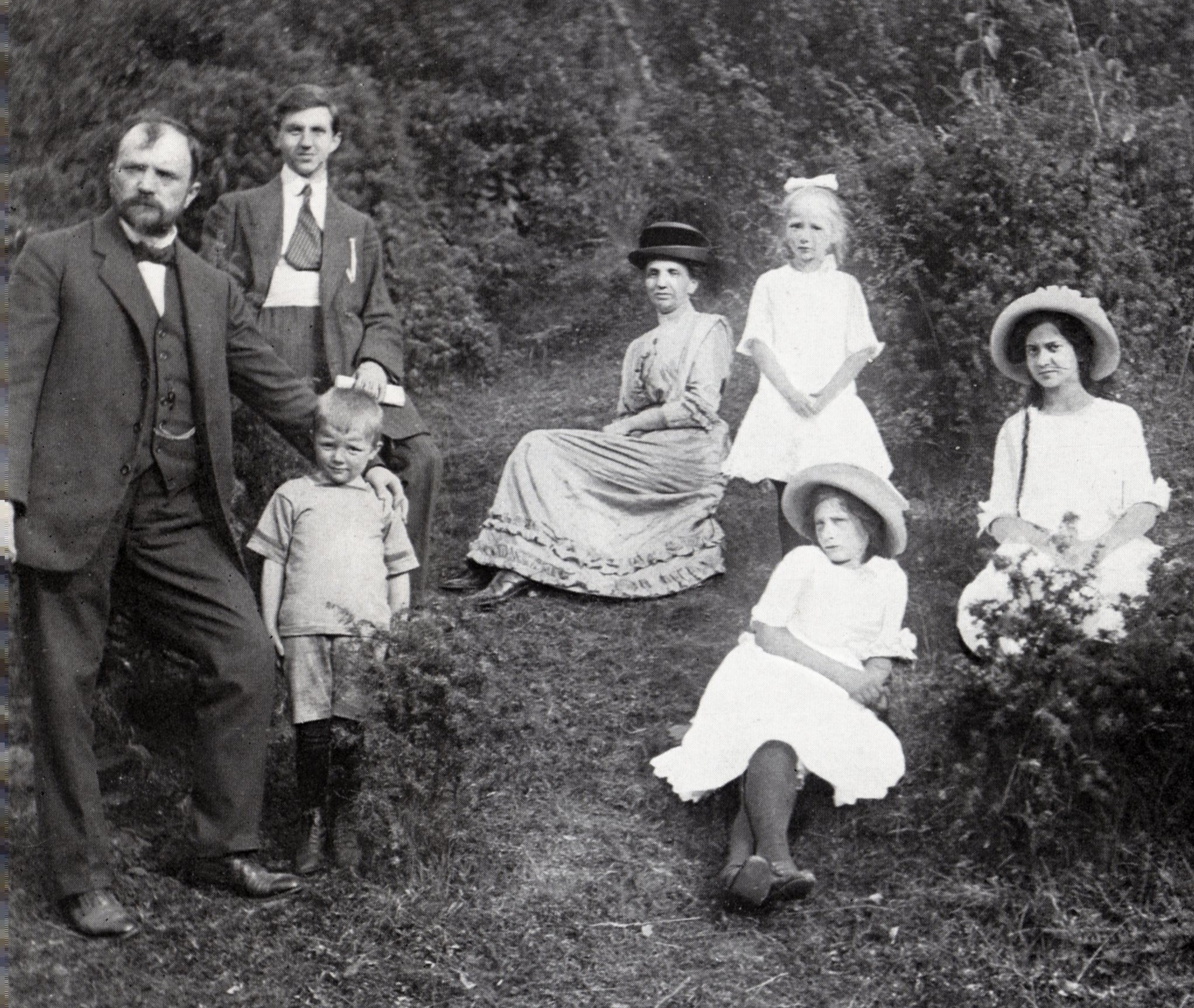
Erwin Piscator (zweiter von links) und seine Mutter Antonie Piscator (Mitte) in Dillenburg, 1906

### Jugend und Erster Weltkrieg (1893–1918)
Piscator entstammte einer calvinistischen Kaufmannsfamilie aus Mittelhessen. Seine Eltern Carl Piscator und Antonie Karoline Katharina Piscator (geb. Laparose), ab 1899 in Marburg ansässig, waren Mitinhaber einer Textilmanufaktur. Zu seinen Vorfahren zählte Erwin Piscator den Theologen und Bibelübersetzer Johannes Piscator, der um 1600 seinen Familiennamen Fischer latinisiert hatte.
Das Erlebnis eines Gastspiels des Gießener Stadttheaters in Marburg ließ den jungen Piscator den Entschluss fassen, anstatt der ihm vorbestimmten kaufmännischen Laufbahn den Einstieg in das Theaterfach zu suchen. Nach dem Schulbesuch am Gymnasium Philippinum und an der Städtischen Oberrealschule in Marburg absolvierte Piscator ab Herbst 1913 bei der Theaterschule Otto König in München eine Schauspielausbildung. Nach einem Wechsel der Schauspielschule attestierte Piscators neuer Lehrer Carl Graumann dem jungen Schauspielschüler eine starke Begabung. Zugleich belegte Piscator Lehrveranstaltungen in Kunstgeschichte, Philosophie und Germanistik an der Universität München, unter anderem bei Artur Kutscher, einem der Begründer der Theaterwissenschaft. In der Spielzeit 1914/15 volontierte Piscator auch am Königlichen Hof- und Nationaltheater, einer ästhetisch ganz der Tradition des 19. Jahrhunderts verbundenen Bühne.
Den Ersten Weltkrieg erlebte Piscator unter anderem in den Stellungskämpfen in Westflandern. Im Frühjahr 1915 wurde er als „Landsturm-Pflichtiger“ einer Infanterieeinheit an der Ypern-Front zugeteilt und erlitt nach wenigen Monaten schwere Verwundungen. Die Kriegserfahrung prägte die pazifistische und sozialistische Überzeugung Piscators, der damals „auch nicht im geringsten den Atem dieser ‚grossen Zeit‘“ verspürte. Von Piscators antimilitaristischer Haltung zeugen die verstörenden Gedichte, die er während der Kriegsjahre in Franz Pfemferts literarischer und politischer Wochenschrift „Die Aktion“ veröffentlichte. Ab Herbst 1917 beteiligte Piscator sich an einem Fronttheater, das ein Repertoire populärer Unterhaltungsstücke zeigte und dessen Spielleitung ihm nach einem halben Jahr übertragen wurde.

### Frühe Theaterarbeit und Volksbühnen-Zeit (1918–1927)

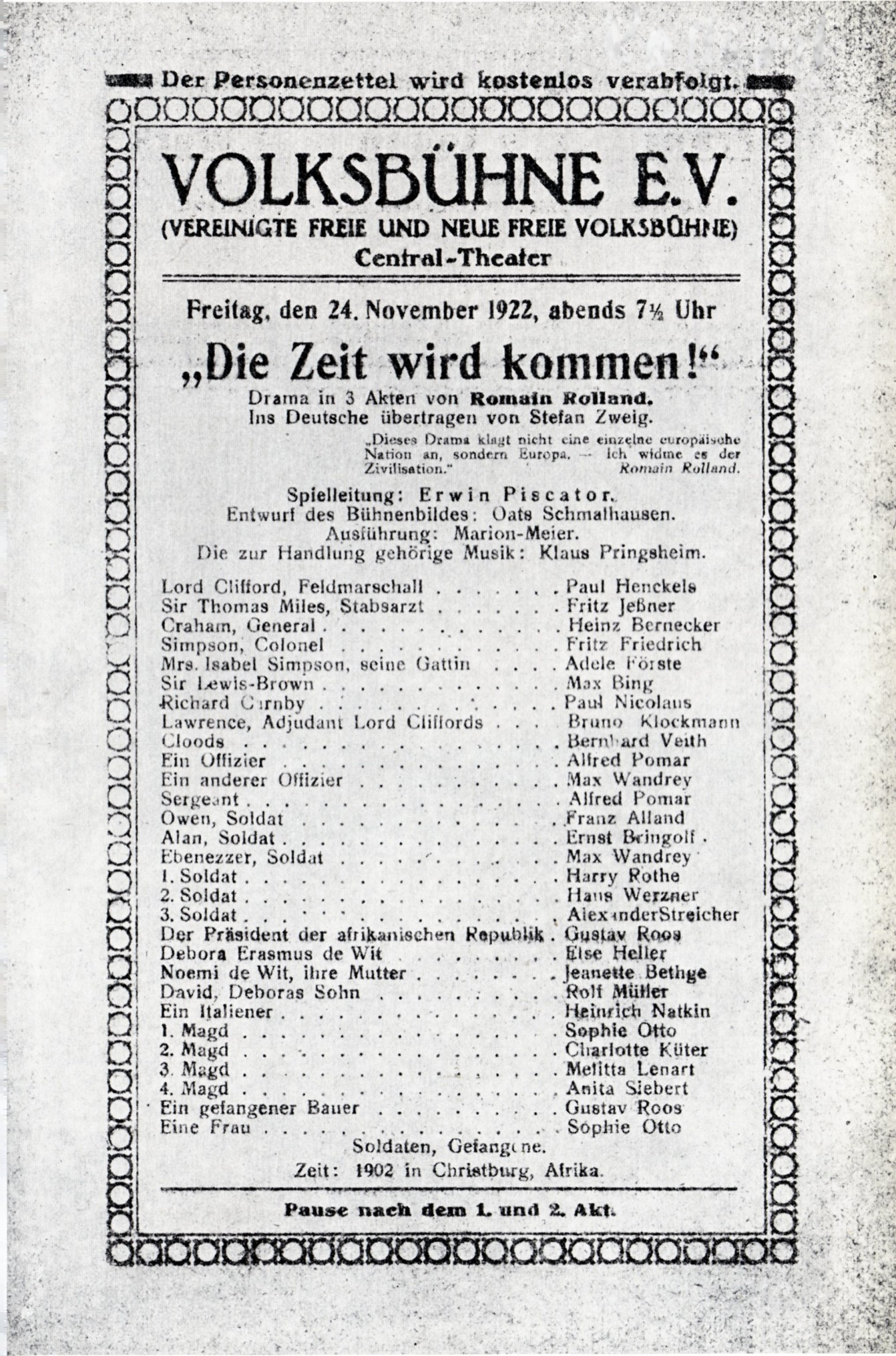
Programmzettel der Inszenierung von Romain Rollands Die Zeit wird kommen, Central-Theater, Berlin, November 1922

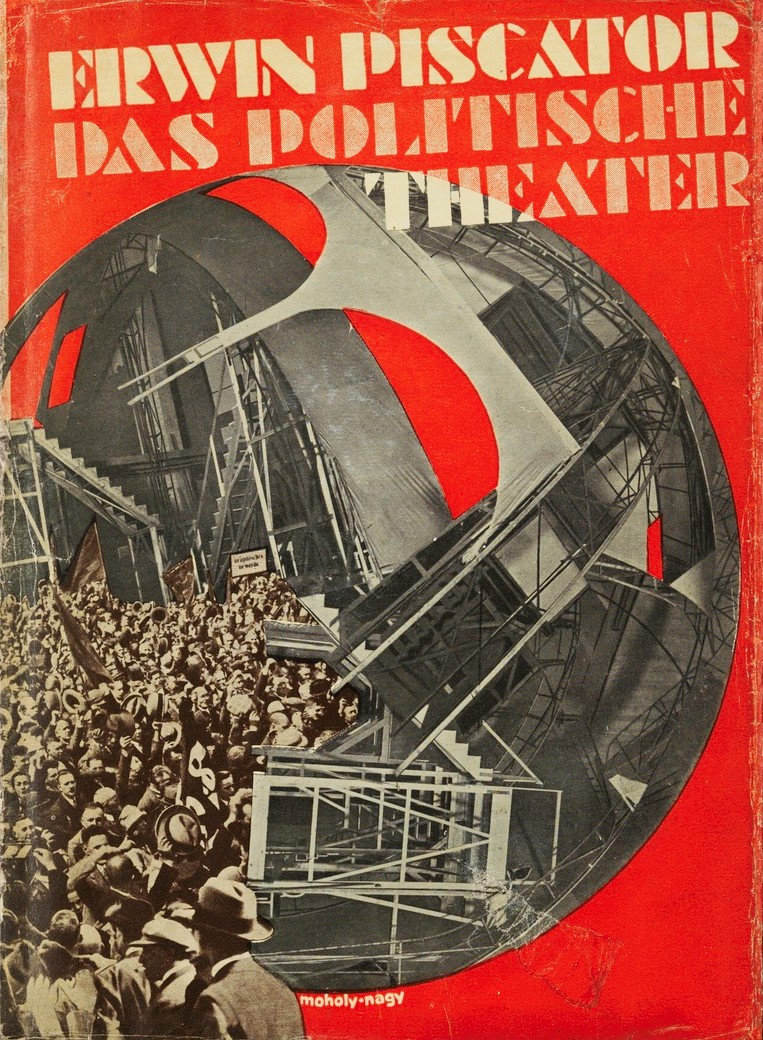
Erwin Piscator: Das politische Theater, 1929. Schutzumschlag von László Moholy-Nagy

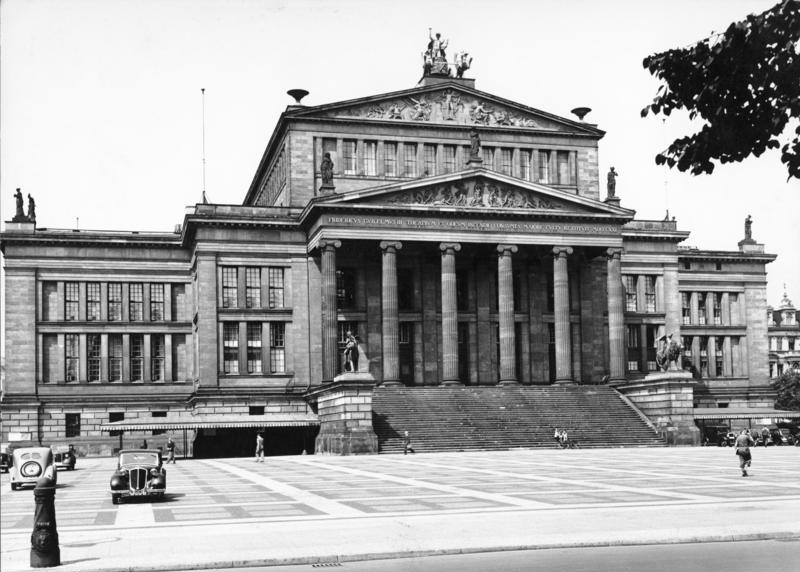
Preußisches Staatstheater am Berliner Gendarmenmarkt

Nach Kriegsende setzte Piscator seine Studien an der Friedrich-Wilhelms-Universität in Berlin fort und schloss sich der Berliner Gruppe des Dadaismus um die Maler und Grafiker George Grosz und John Heartfield an. Nach der Novemberrevolution trat er in die KPD ein. Ein erstes eigenes Theaterprojekt in Königsberg, bei dem Piscator lauter „vergessene alte Übungen des Theaters“ neu belebte, darunter „die Verwandlung auf offener Szene und der sichtbar gelassene Schnürboden,“ scheiterte nach wenigen Monaten. In Königsberg lernte Piscator seine erste Frau kennen, die sechs Jahre jüngere oberschlesische Schauspielerin Hildegard Jurczyk, die am Neuen Schauspielhaus auftrat. Erwin Piscator und Hildegard Jurczyk heirateten im Oktober 1919. Nach dem Scheitern seiner ersten eigenen Bühne in Königsberg ging Piscator erneut nach Berlin und gründete dort im Herbst 1920 das „Proletarische Theater“.
Bei einer Inszenierung von Alfons Paquets Schauspiel Fahnen an der Volksbühne Berlin nutzte Piscator im Mai 1924 ausgiebig Projektionen und Zwischentitel auf Leinwänden und nahm damit – wie schon bei früheren Inszenierungen – zentrale Stilmittel des „epischen Theaters“ vorweg. Paquet hatte sein Stück zudem nicht-gattungskonform als „dramatischen Roman“ bezeichnet. In Zusammenhang mit dieser Piscator-Inszenierung kommentierte Alfred Döblin im Leipziger Tageblatt, der Urheber des Stücks sei „episch, nicht lyrisch entflammt“ und die von Paquet geprägte Form des Roman-Dramas könne wieder zum „Mutterboden des Dramas“ werden. In der wenige Jahre später aufkommenden Debatte um die Urheberschaft am Begriff und der Methodik des epischen Theaters spielten die Beobachtungen Döblins von 1924 eine wichtige Rolle.
Im Anschluss an die erfolgreiche Fahnen-Produktion wurde Piscator 1924 als Oberspielleiter fest an die Volksbühne am Bülowplatz verpflichtet. Die Volksbühne Berlin war eine mitgliederstarke Besucherorganisation, deren Anspruch darin bestand, der Berliner Arbeiterschaft unter dem Leitgedanken „Die Kunst dem Volke“ Zugang zum bürgerlichen Bildungsgut zu verschaffen. Die erklärte Absicht des erst kurze Zeit in sein Amt eingeführten Volksbühnen-Intendanten und Piscator-Entdeckers Fritz Holl war, „der jungen Dramatik, die die Bewegungen der Zeit reflektierte,“ den Weg zu bereiten. Neben seiner neuen Funktion als Oberspielleiter an der Volksbühne setzte Piscator Satireabende, Sprechchorwerke und politische Revuen im Auftrag der KPD in Szene, in denen er erstmals den Einsatz filmischer Mittel erprobte.
Erhebliches Aufsehen erregte eine Gastinszenierung, die Piscator 1926 am Preußischen Staatstheater unter der Intendanz Leopold Jessners ausführte, Friedrich Schillers Schauspiel Die Räuber. Gegen die seit der Märzrevolution 1848 auf deutschen Bühnen verstärkt gepflegte pathetische Überhöhung von Schillers Dichtung setzte Piscator eine radikale Überprüfung und Aktualisierung seiner Vorlage. Vor einer simultanen Etagenbühne wurde in ineinander verschränkten Sequenzen der bandeninterne Gegenspieler des Grafensohns Karl Moor, Moritz Spiegelberg, in Trotzki-Maske als ein „Verstandesrevolutionär bolschewistischer Prägung“ in Szene gesetzt. Der „Schillersche Bösewicht“ Spiegelberg „avancierte zum Helden, der sich nicht von persönlichen Gefühlen oder Ehrgeiz verführen lässt.“
Obwohl verschiedene Klassikerinszenierungen der Weimarer Republik wie Erich Ziegels Hamburger Räuber-Inszenierung von 1921 mit aktualisierenden Elementen wie zeitgenössisch kostümierten und militärisch organisierten Räubern aufgewartet hatten, übertraf das Echo auf die rasante Piscator-Produktion vorhergegangene Kontroversen deutlich sowohl an Schärfe als auch in der Gegensätzlichkeit der Einschätzungen. Während der österreichische Publizist und Satiriker Karl Kraus Schillers Dramatik fortan generell ironisch als „Piscator-Dramen“ apostrophieren wollte, war die Debatte in den deutschen Feuilletons durch Zuspitzungen und suggestive Begrifflichkeiten wie „Klassikerschlaf“ (Bernhard Diebold) oder „Klassikertod“ (Herbert Ihering) geprägt.
Im Jahr 1927 kam es, nach einem durch die Inflation bedingten Mitgliederrückgang an der Volksbühne und auf Grund von Befürchtungen seitens des Volksbühnen-Vorstands, dass Piscators Wirken die überparteiliche Ausrichtung der Besucherorganisation gefährde, zum Zerwürfnis. Ausschlag für den Eklat gab eine aktuelle Bezüge auslotende Inszenierung von Ehm Welks Drama Gewitter über Gottland, in der der bekannte Schauspieler Heinrich George den Claus Störtebecker spielte. Der Vorstand warf Piscator vor, das Stück einer tendenziös-politischen Umdeutung und einer provozierenden Darstellung „sozialer Revolution“ unterzogen zu haben.

### Die Piscator-Bühnen (1927–1931)

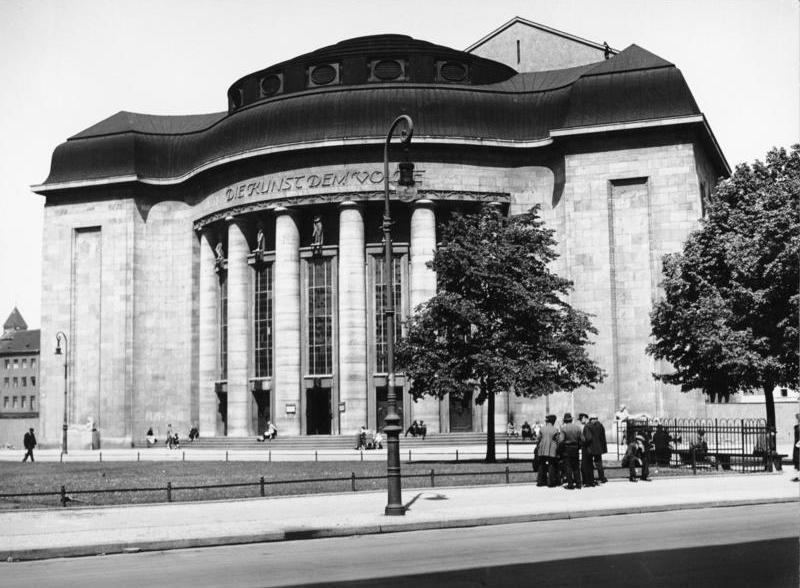
Volksbühne Berlin in den 1930er Jahren

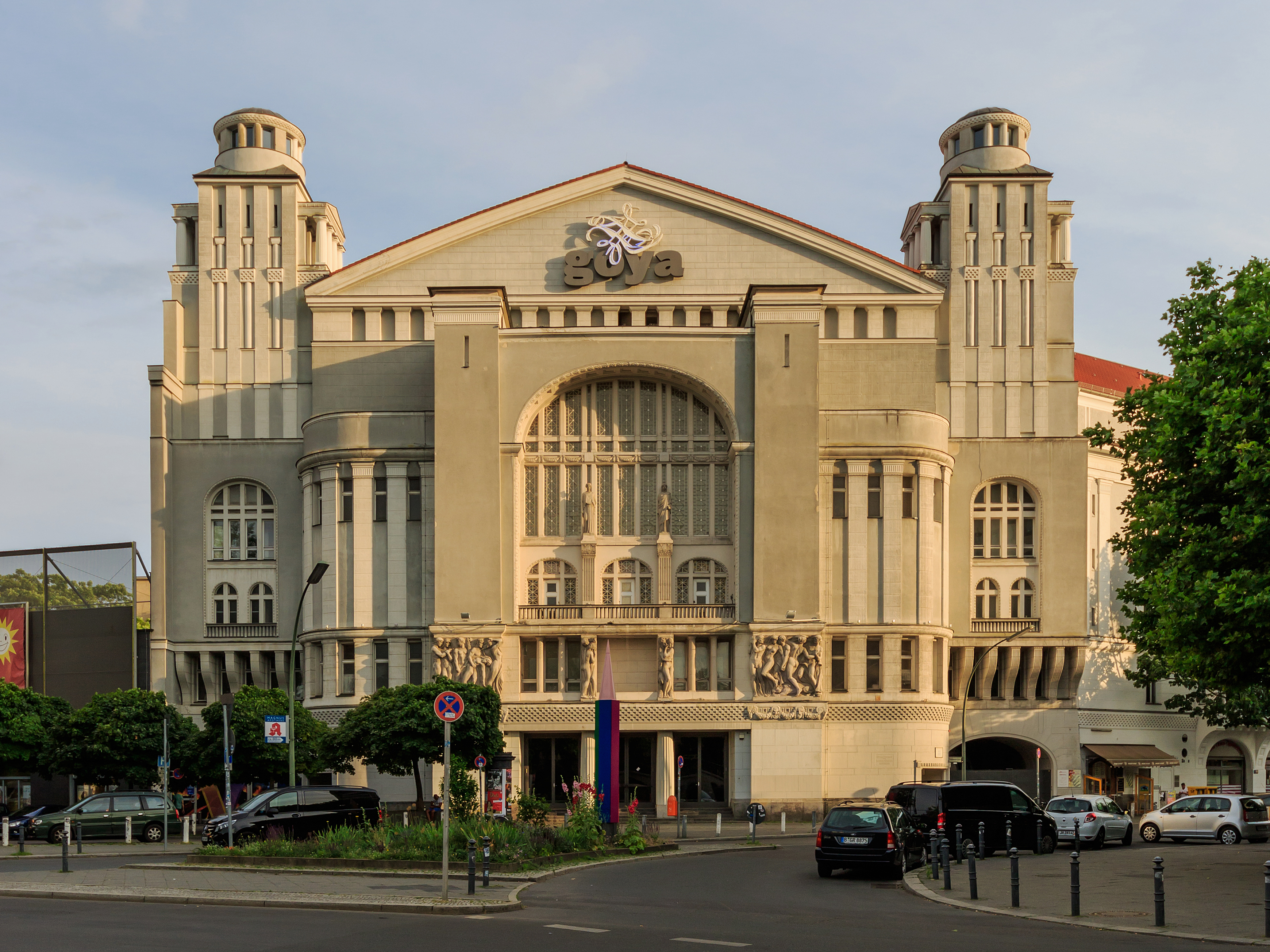
Ehemaliges Theater am Nollendorfplatz, Heimat der Piscator-Bühne

Nach diesem Eklat eröffnete Piscator 1927 sein eigenes Theater, die Piscator-Bühne, in einem 1100 Plätze fassenden Theatergebäude am Nollendorfplatz. In seinem Antrag auf die Bühnenkonzession hatte er als personelle Ausstattung eine Gruppe von „16 Einzeldarstellern, 1 Dramaturgen, 8 technischen und 5 kaufmännischen Angestellten“ geltend gemacht. Für die Finanzierung des Unterfangens hatte Piscator den Berliner Großindustriellen Ludwig Katzenellenbogen gewinnen können.
Piscators Inszenierungen von zeitgenössischen Stücken und Romanbearbeitungen wie Ernst Tollers Hoppla, wir leben! (1927) oder Die Abenteuer des braven Soldaten Schwejk nach Jaroslav Hašek (1928) beeindruckten das Publikum durch ihren aufwendigen, an konstruktivistischen Prinzipien geschulten Bühnenapparat. Sie begründeten Piscators Ruf als beispielloser bühnenästhetischer Innovator und trugen ihm eine Würdigung als ‚einzigem fähigen Dramatiker außer mir‘ durch Bertolt Brecht ein.
Schon Piscators erste Regiearbeit an seiner eigenen Bühne, Ernst Tollers Hoppla, wir leben! über einen ehemaligen Revolutionär von 1918, der nach seiner Entlassung aus achtjähriger Festungshaft an der pragmatisch gewandelten Haltung ehemaliger Mitstreiter zerbricht, zeigte 1927 Piscators virtuose Ausgestaltung der Bühnenhandlung durch komplexe Medienarrangements. Zu den Film-, Ton- und Bühnenbildeffekten der Inszenierung zählten eine vierstöckige Bühne für die zahlreichen kurzen Szenen in den Büros der Ministerien oder den verschiedenen Hotelzimmern des dritten Aktes. Filmische Zwischenszenen oder Illustrationen wurden auf eine Leinwand in der Bühnenmitte projiziert. Der erste Akt begann mit einem Dokumentarfilm über die weltgeschichtlichen Ereignisse der Jahre, die die Hauptfigur im Gefängnis verbringen musste. Ein Titelsong von Walter Mehring in der Vertonung von Edmund Meisel kommentierte die Stückhandlung ironisch. Der Theaterkritiker Herbert Ihering urteilte: „Eine phänomenale technische Phantasie hat Wunder geschaffen.“
Die Nutzung komplexer bühnentechnischer Elemente wie Film- und Bildprojektionen, laufenden Bändern, Metallkonstruktionen oder Fahrstühlen geschah dabei Piscator zufolge in dramaturgischer, nicht illusionistischer Absicht. Piscators gewagte Bearbeitungen und seine bühnentechnischen Mittel sollten politische und ökonomische Analysen im Sinne des proklamierten Partei ergreifenden, „politischen Theaters“ stützen.
Dem umfangreichen dramaturgischen Kollektiv der Piscator-Bühne gehörten zeitweilig Bertolt Brecht, Egon Erwin Kisch, Leo Lania, Moshe Lifshits, Heinrich Mann, Walter Mehring und Erich Mühsam an. Als Bühnenbildner wirkten an der Piscator-Bühne George Grosz, John Heartfield und László Moholy-Nagy, als Filmproduzenten und -monteure Curt Oertel und Svend Noldan sowie als Musiker Edmund Meisel und Franz Osborn. Hanns Eisler verfasste seine erste Bühnenmusik 1928 für Piscator. Viele bekannte Schauspieler traten an der Piscator-Bühne auf: Sybille Binder, Tilla Durieux, Ernst Deutsch, Paul Graetz, Alexander Granach, Max Pallenberg, Paul Wegener, Hans Heinrich von Twardowski und andere.
Angesichts der außerordentlich aufwendigen und kostspieligen Inszenierungen erzwang jedoch schon 1928 ein Konkursantrag der Berliner Steuerbehörde die vorübergehende Schließung der Piscator-Bühne. Zwei Wiedereröffnungen in den beiden Folgejahren führten nicht zu der erhofften dauerhaften Konsolidierung.
Im Jahr der Weltwirtschaftskrise 1929 erschien Piscators programmatische Schrift Das politische Theater, die anschaulich die bedeutenderen Inszenierungen des Theaterleiters Revue passieren ließ und seine Auffassung vom Theater als maßgeblichem Mittel „in dem einsetzenden Prozess der geistigen Revolutionierung“ entfaltete. Als erste von zahlreichen Übersetzungen erschienen 1930 eine Übertragung ins Spanische (El teatro político), 1931 ins Japanische (Sayoku Gekij) und 1932 ins Ukrainische (Politytschnyj teatr).

### Auslandsprojekte, Emigration und Rückkehr (1931–1962)
Nach Liquiditätsproblemen ging Piscator 1931 in die Sowjetunion und produzierte dort unter anderem in der arktischen Hafenstadt Murmansk und an der ukrainischen Schwarzmeerküste bei Odessa seinen einzigen Spiel- und Tonfilm Der Aufstand der Fischer (1934) nach einer Novelle von Anna Seghers. Der Film behandelt den Widerstand streikender Matrosen gegen die unmenschlichen Arbeitsbedingungen auf den Schiffen des Reeders Bredel. Zu den Schlüsselszenen des Films zählt die Beerdigung des vom herbeigeeilten Militär getöteten Streikführers Kedennek. Die Beisetzung Kedenneks wird zum Fanal, und ein Aufstand der Küstenfischer der gesamten Region hebt an. Für Aufsehen sorgte Piscator dadurch, dass er eine bewegte Kamera einsetzte, was von Sergej Eisenstein kritisiert und abgelehnt wurde.
Doch wurde Piscator von Anfang an von der sowjetischen Geheimpolizei GPU bespitzelt. Auch denunzierten ihn deutsche Kommunisten, die im Moskauer Exil lebten, als „politisch unzuverlässig“.

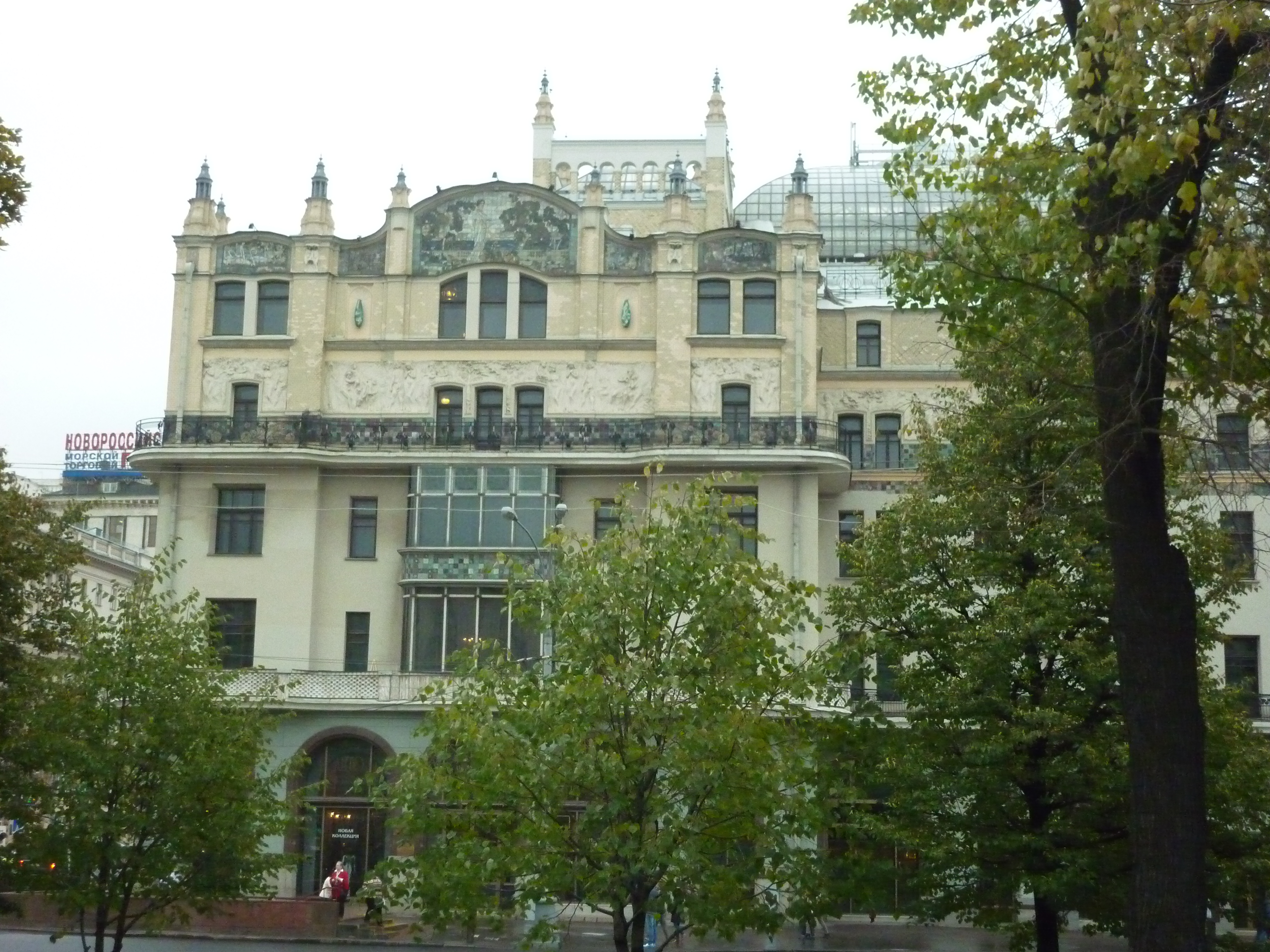
In Moskau lebte Piscator im Hotel Metropol, in dem ihn 1935 Goebbels’ Einladung zur Rückkehr erreichte.

Während einer Theaterkonferenz 1935 in Moskau, die von Piscator als Vorsitzendem eines internationalen Theaterbundes geleitet wurde, übermittelte ihm der britische Theaterreformer Edward Gordon Craig im Hotel Metropol Avancen von Propagandaminister Goebbels, nach Berlin zurückzukehren und dort seine Arbeit wieder aufzunehmen. 1936 emigrierte der vom Erleben des Stalinismus ernüchterte Regisseur nach Denunziationen als Trotzkist und einem offenbar fremdenfeindlich motivierten Übergriff aus der Sowjetunion nach Frankreich.

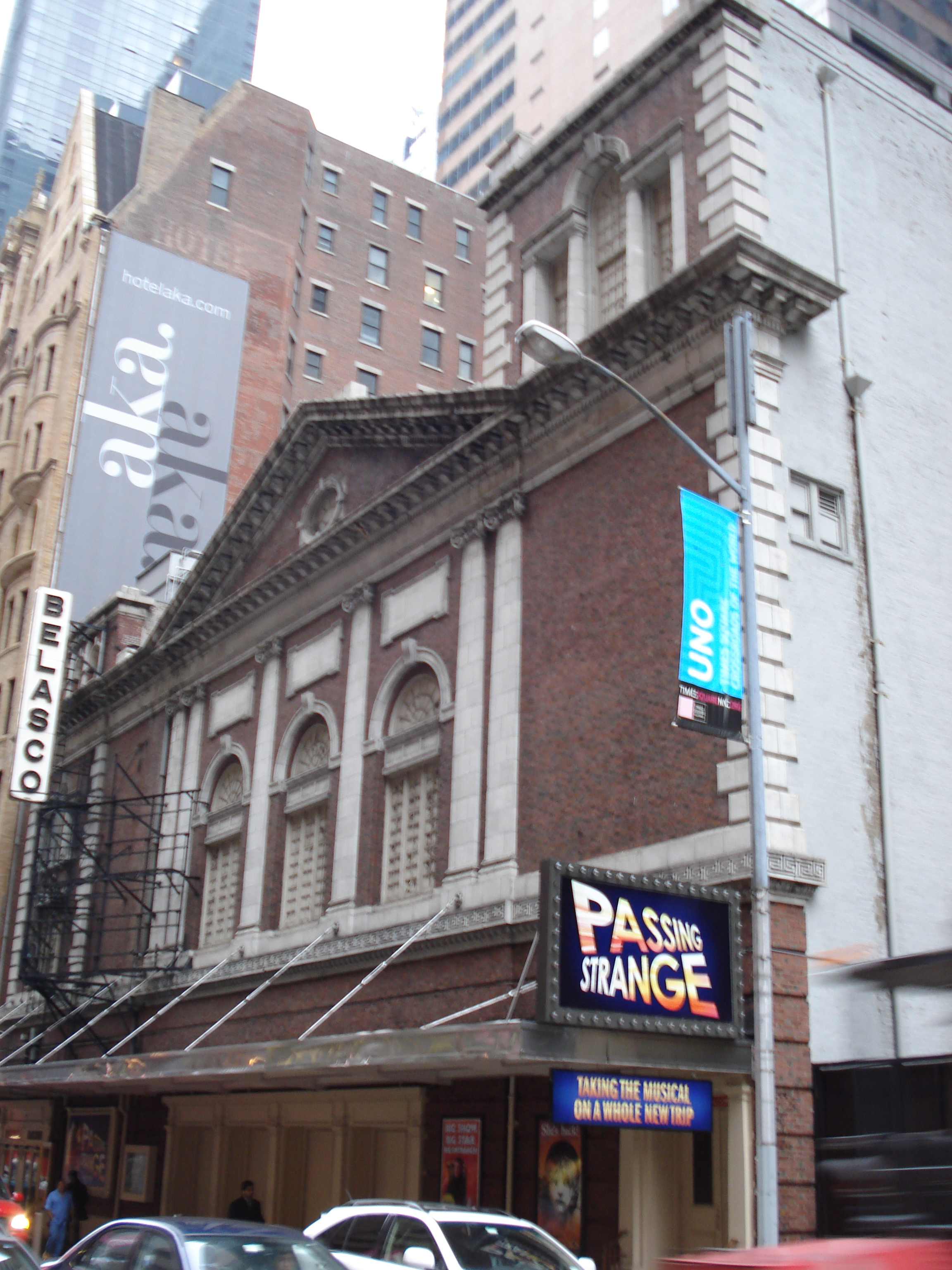
Das Belasco Theatre am Broadway, an dem im April 1942 Erwin Piscators und James Lights Inszenierung von Lessings Nathan der Weise gezeigt wurde

Nach Beginn des Spanischen Bürgerkriegs rief er 1936 auf Einladung der demokratisch gewählten republikanischen Regierung in Katalonien zur Verteidigung der Demokratie und zum Kampf gegen die Putschisten auf. Unter Verweis auf seine Erfahrungen als Leiter eines Fronttheaters während des Ersten Weltkriegs forderte er, als Beitrag der Künste zur Verteidigung der demokratischen Kultur in Katalonien und Spanien „Werke der kleinen Form an die Front [zu] bringen“ sowie „satirische Gruppen“ spielen zu lassen. Piscator selbst führte vor Ort jedoch keine eigenen Produktionen aus.
Während der entbehrungsreichen Emigrationsjahre hatte Piscator eine weitere wichtige Begegnung, die 1937 zu einer zweiten Heirat führte. Piscators erste Ehe mit der Schauspielerin Hildegard Jurczyk, die seit 1919 bestanden hatte, war um 1930 in Berlin einvernehmlich aufgelöst worden. In Salzburg hatte Piscator, aus der Sowjetunion kommend, bei Max Reinhardt die gebildete und wohlhabende Tänzerin Maria Ley kennengelernt. Ley hatte 1934 an der Sorbonne eine Dissertation über Victor Hugo verfasst. „Erst vor kurzer Zeit hatte sie ihren Gatten Franz Deutsch verloren, Sohn eines der Direktoren der Berliner AEG, und nun wollten sie und Piscator heiraten. Brecht sollte einer der Trauzeugen sein. Von Anfang 1937, als er zu ihr in das Haus in Neuilly zog, bis zu seiner Rückkehr nach Deutschland im Jahr 1951 war sie Piscator bei all seinen Unternehmungen ein getreuer Partner.“ In Frankreich entwickelte Piscator 1938 eine aufwändige Bühnenbearbeitung von Lew Nikolajewitsch Tolstois historischem Roman Krieg und Frieden, die er mit Unterstützung des US-Theaterproduzenten Gilbert Miller im Londoner West End und am New Yorker Broadway unterzubringen hoffte.
Nach seiner Emigration in die Vereinigten Staaten (USA) einige Monate vor Beginn des Zweiten Weltkriegs zerschlugen sich diese Pläne. Stattdessen wurde Piscator zwischen 1940 und 1951 zum Gründer und Leiter einer Schauspielschule, des Dramatic Workshop an der New School for Social Research in New York (1949 Ablösung von der New School). Die New School verschaffte zahlreichen prominenten Flüchtlingen aus Europa während des Zweiten Weltkriegs eine Beschäftigungsmöglichkeit. 1947/48 war am Dramatic Workshop mit annähernd tausend Studenten und Studentinnen, von denen etwa ein Drittel ganztägig Kurse belegte, die Grenze der Auslastung erreicht. Zu den Mitarbeitern des Workshops gehörten unter anderem Stella Adler, Herbert Berghof, Lee Strasberg, Kurt Pinthus, Hans José Rehfisch, Carl Zuckmayer, Hanns Eisler, Erich Leinsdorf und Jascha Horenstein. Zu Piscators US-Studenten am Workshop zählten Beatrice Arthur, Harry Belafonte, Marlon Brando, Tony Curtis, Jack Garfein, Judith Malina, Walter Matthau, Rod Steiger, Elaine Stritch sowie der Dramatiker Tennessee Williams.
Im Anschluss an umfangreiche Voruntersuchungen des FBI zu einem Deportationsverfahren gegen Piscator erhielt der Emigrant auf dem Höhepunkt der McCarthy-Ära 1951 eine Vorladung durch das Komitee für unamerikanische Aktivitäten. Unter dem Eindruck aggressiver Presseberichte, die den Dramatic Workshop als Organisation kommunistischer „fellow travellers“ diffamiert hatten, und der Vorladung durch das Komitee kehrte Piscator unvermittelt nach Deutschland zurück.
Nach über zwanzigjähriger Abwesenheit aus Deutschland war Piscator zunächst gezwungen, als Gastregisseur an zahlreichen Bühnen in der Bundesrepublik und im westeuropäischen Ausland zu inszenieren. Vorhaben zur Gründung einer Theaterakademie im Zusammenwirken mit dem Rektor der Universität Frankfurt Max Horkheimer verliefen 1953 erfolglos. Einen ersten Schritt zu einem Comeback bildete 1955 die Annahme von Piscators Bühnenfassung von Lew Tolstois Krieg und Frieden am Schillertheater in West-Berlin, einer Inszenierung mit einem beispiellosen Publikumserfolg, jedoch mit einem vernichtenden Presse-Echo.
In den fünfziger Jahren erhielt Piscator mehrere Ehrungen, darunter 1953 die Goethe-Plakette des Landes Hessen. Anlässlich seines 65. Geburtstags wurde ihm 1958 das Große Bundesverdienstkreuz verliehen.

### Intendanz an der Freien Volksbühne (1962–1966)

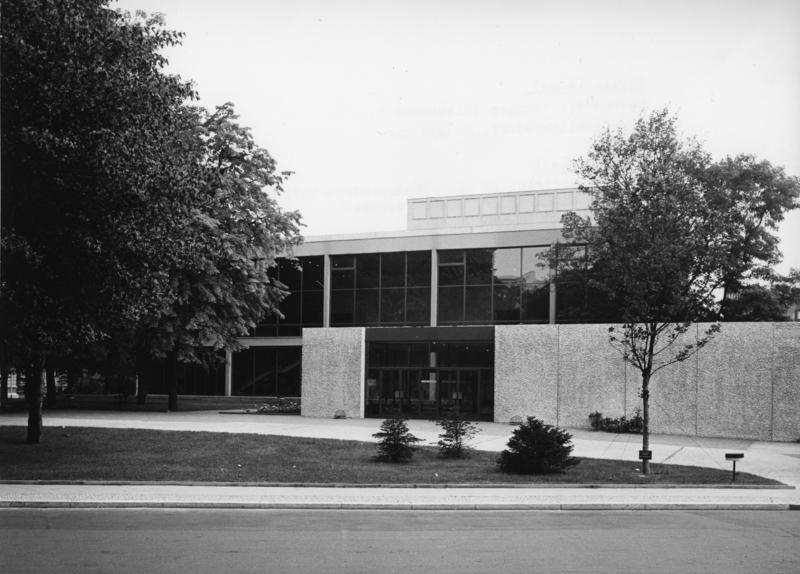
1963 errichtetes Theater der Freien Volksbühne, dessen Intendant Piscator bis zu seinem Tod war

1962 kam Piscator als Intendant an die Freie Volksbühne in West-Berlin, die er als Nachfolger von Günter Skopnik bis zu seinem Tod leitete. 1963 fand deren Umzug vom Theater am Kurfürstendamm, das bis dahin als Spielstätte genutzt worden war, in das eigene Theater der Freien Volksbühne statt.
Piscators zentrales Anliegen bei seinen späten Inszenierungen war die Auseinandersetzung mit dem „allgemeine[n] Vergessen-Wollen“ und der defizitären deutschen Erinnerungskultur in Anbetracht des Holocaust.
Diese Spielplanausrichtung fand wirksam ihren Niederschlag in seinen Inszenierungen der Uraufführungen von Rolf Hochhuths „christlichem Trauerspiel“ Der Stellvertreter (Uraufführung am 20. Februar 1963) und Peter Weiss’ minimalistischem Theaterstück zum Auschwitz-Prozess Die Ermittlung (Ring-Uraufführung am 19. Oktober 1965). Mit stark voneinander abweichenden dokumentarischen Ansätzen warfen beide Theatertexte die politisch-moralische Frage nach Verantwortung, Schuld und Unrechtsbewusstsein des Individuums in der Diktatur auf und führten deutschlandweit und international zu weit gefächerten geschichtspolitischen Auseinandersetzungen.
Schon Piscators dritte Regiearbeit an der Freien Volksbühne, Rolf Hochhuths Der Stellvertreter, wurde zu einem Aufsehen erregenden Bühnenereignis. Der Theaterkritiker Henning Rischbieter resümierte, Der Stellvertreter zeige die Fähigkeit des Theaters, „direkte politische Wirkungen zu zeitigen. Allen (berechtigten) ästhetischen Einwänden entgegen hat es durch seine Fragestellung und die leidenschaftliche Anklage, die der Autor durch seine Hauptfigur ausspricht, eine erregte Diskussion ausgelöst, die Reformbewegung innerhalb der katholischen Kirche beeinflusst und die Zeitgeschichtsschreibung zur Auseinandersetzung mit einem vorher wenig beachteten, ja tabuisierten Thema genötigt: Wie hat sich die katholische Kirche und ihr damaliges Oberhaupt, Papst Pius XII., zum nationalsozialistischen Massenmord an den europäischen Juden verhalten?“
Zwischen dem Erstkontakt mit dem Text, der Piscator im Frühjahr 1962 vorlag, und der Inszenierung verstrich ein ganzes Jahr. Piscators sorgfältig und von langer Hand vorbereitete Inszenierung führte dazu, dass der befürchtete Skandal – zumindest in Berlin – ausblieb. International provozierte Der Stellvertreter dennoch „leidenschaftliche publizistische Auseinandersetzungen, öffentliche Massendemonstrationen, parlamentarische Debatten, außenpolitische Verstimmungen und diplomatische Interventionen.“ Der Regisseur der Berliner Uraufführung hatte den Stücktext um die Hälfte gekürzt, die Anzahl der Akteure auf die Hälfte reduziert und die Handlungsstränge des thematisch vielschichtigen Werks ganz auf Papst Pius XII. und sein Verhalten in Bezug auf den Holocaust konzentriert. Die Berliner Kommentatoren lobten das Schauspiel als eines der bedeutendsten und erregendsten Ereignisse des deutschsprachigen Theaters der letzten Jahre.

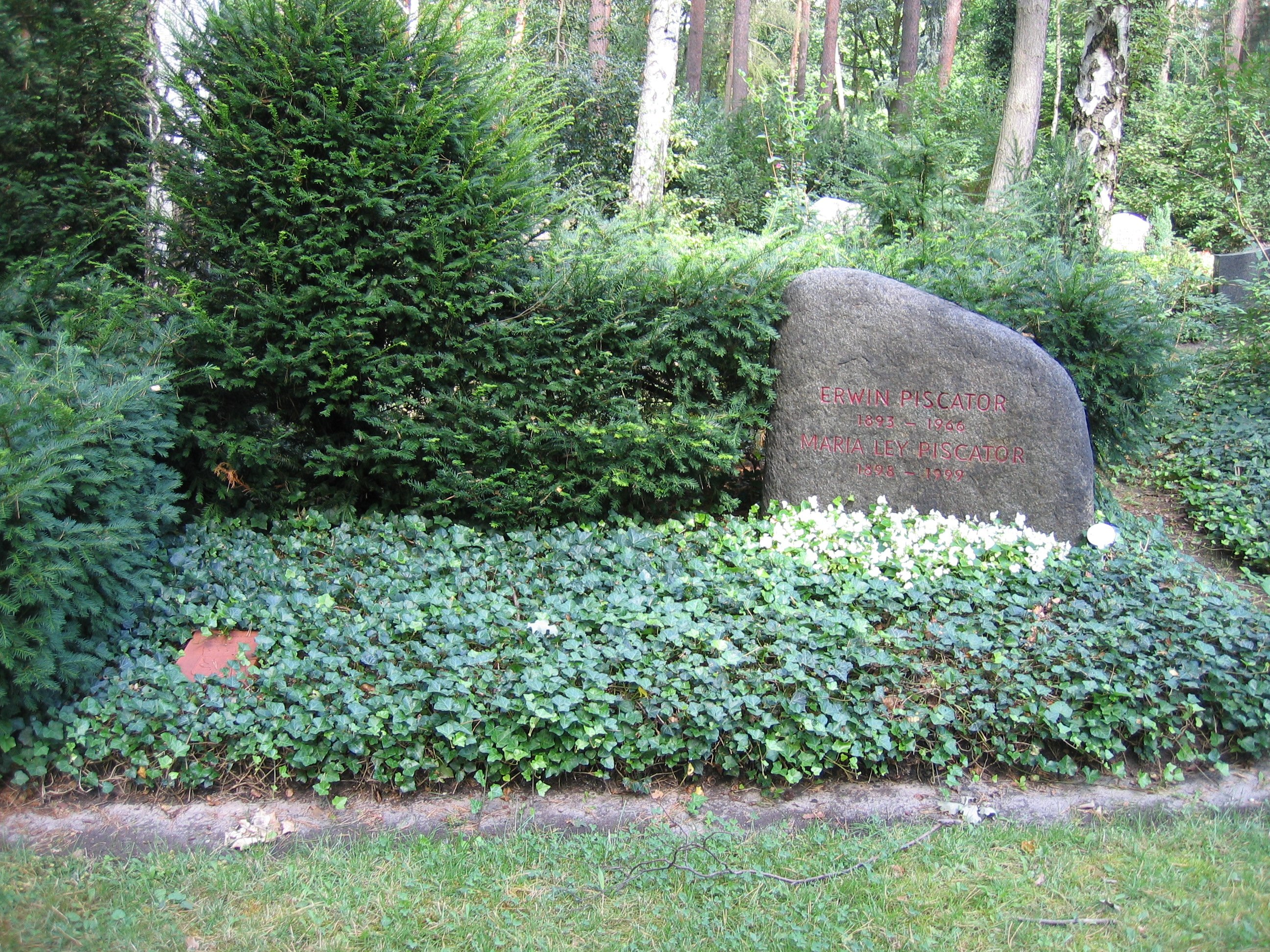
Ehrengrab von Erwin Piscator und Maria Ley, Waldfriedhof Zehlendorf

Für das Auschwitz-Oratorium Die Ermittlung von Peter Weiss vereinbarte Piscator für den 19. Oktober 1965 mit dem Suhrkamp-Theaterverlag eine Ring-Uraufführung, an der sich vierzehn west- und ostdeutsche Theater sowie die Royal Shakespeare Company in London beteiligten. Das Stück thematisierte den ersten Frankfurter Auschwitzprozess von 1963 bis 1965 mit den Mitteln des dokumentarischen Theaters. In der West-Berliner Inszenierung, die im Fokus der bundesweiten Aufmerksamkeit stand und für die der italienische Komponist Luigi Nono eine Bühnenmusik geschaffen hatte, ließ Piscator die Zuschauer aus der Perspektive der Überlebenden auf das Prozessgeschehen und auf die Angeklagten blicken. Im Anschluss an die Ring-Uraufführung fand das Stück in den Jahren 1965 bis 1967 zunächst Eingang in die Spielpläne von Theatern in Amsterdam, Moskau, New York, Prag, Stockholm und Warschau.
Mit seiner letzten Inszenierung konnte Piscator nicht an die Uraufführungs-Erfolge der vorangegangenen Jahre anknüpfen. Der Aufstand der Offiziere nach einem Roman von Hans Hellmut Kirst wurde am 2. März 1966 uraufgeführt, doch der Autor hatte sein Material dramaturgisch nicht bewältigt. Die Schauspieler Ernst Deutsch und Wolfgang Neuss waren schon vorzeitig aus der Probenarbeit ausgestiegen, und auch die Presse reagierte vernichtend. Piscator war noch während der Proben erkrankt und fuhr anschließend zur Erholung in ein Sanatorium am Starnberger See. Nach einer Notoperation an seiner entzündlich veränderten Gallenblase starb Piscator am 30. März 1966 in Starnberg.
Piscators Berliner Ehrengrab befindet sich auf dem Waldfriedhof Zehlendorf in der Abt. XX-W-688/690.

## Theatergeschichtliche Bedeutung

### Programmatik und Impulse

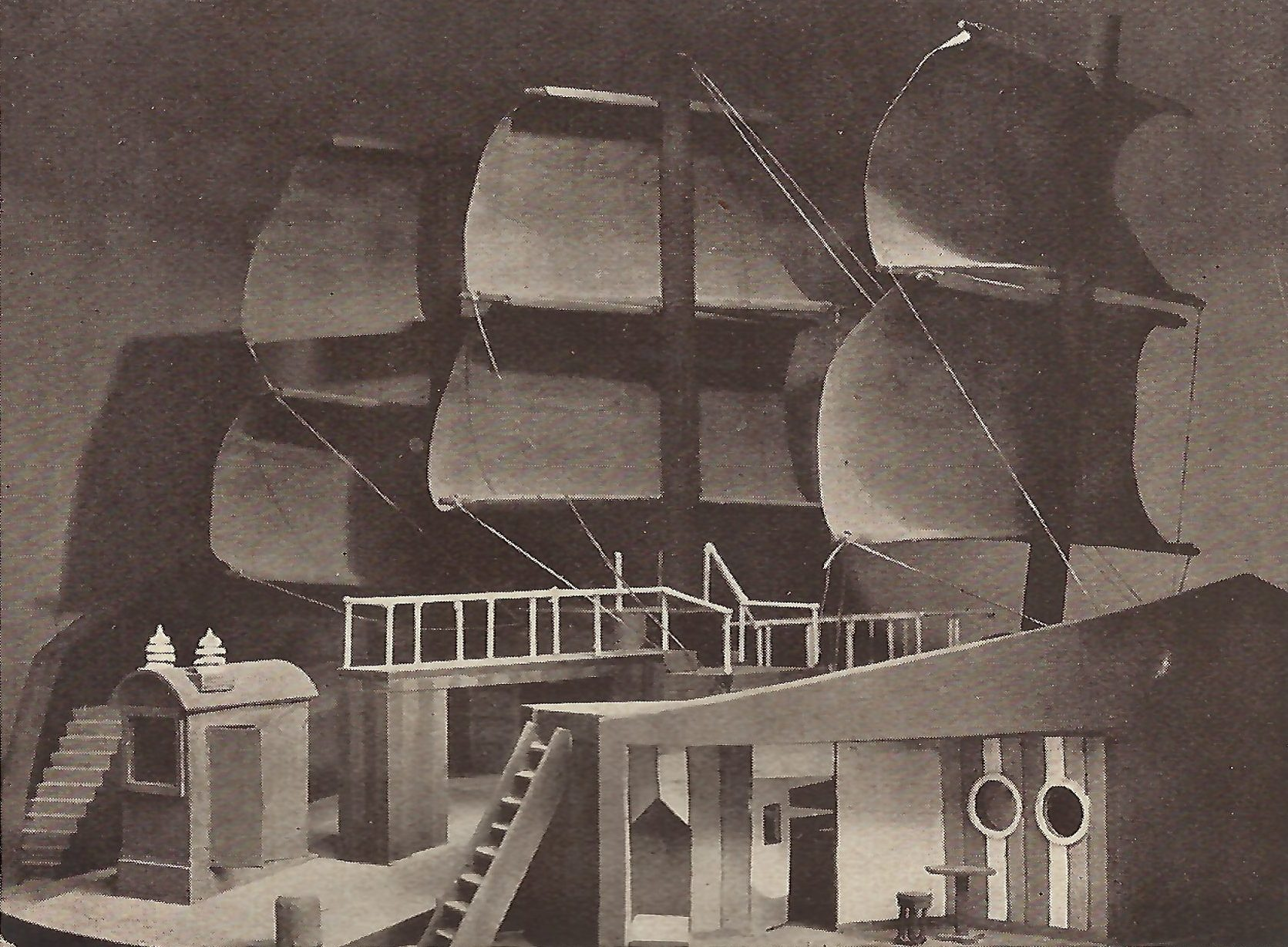
Rudolf Leonhard, Segel am Horizont, Volksbühne Berlin, 14. März 1925, Regie: Erwin Piscator

Zahlreiche bühnentechnische Neuerungen gehen auf Piscators Theaterpraxis in der Weimarer Republik seit 1925 zurück, darunter der ausgiebige Einsatz kommentierender Bild- und Textprojektionen, die Einspielung von Filmdokumenten als „lebende Kulisse“ auf Gazeschleier oder Leinwand sowie die Nutzung aufwändiger Gerüstkonstruktionen (Simultanbühnen in Kombination mit Drehbühne, Laufbändern, Rolltreppen oder Fahrstuhlbrücken), die Piscator durch seinen experimentierfreudigen Bühnenarchitekten Traugott Müller umsetzen ließ. Müllers Maxime: „Seit Jahren arbeite ich an der Abschaffung des Bühnenbildes.“
Mit der Entwicklung der politischen Revue übte Piscator maßgeblichen Einfluss auf das politische Massentheater der Weimarer Republik aus. Mit dem Organisieren seiner Textvorlagen nach dem Prinzip maximaler Kontraste und unerwarteter Anordnungen erzielte er scharfe politisch-satirische Effekte und nahm die Kommentierungsformen des epischen Theaters vorweg. Vom epischen Theater Brechts grenzte er sich durch seine, den Zuschauer in das szenische Geschehen integrierende Regieauffassung ab. Bei Piscator sollten die Erschütterung und die Aktivierung der Zuschauer miteinander einhergehen:
Aus Mangel an Phantasie erleben die meisten Menschen nicht einmal ihr eigenes Leben, geschweige denn ihre Welt. Sonst müsste die Lektüre eines einzigen Zeitungsblattes genügen, um die Menschheit in Aufruhr zu bringen. Es sind also stärkere Mittel nötig. Eins davon ist das Theater.
Um sein immersives, den Zuschauer zu aktiver Teilnahme am Bühnengeschehen herausforderndes Theaterkonzept auch baulich realisieren zu können, entwarf Piscator 1927 gemeinsam mit Walter Gropius, dem Gründer der avantgardistischen Kunsthochschule Bauhaus, das Projekt eines „Totaltheaters“, das der Aufhebung der räumlichen Trennung zwischen Schauspielern und Zuschauern und der Ablösung der Tiefen- und Guckkastenbühne galt. Angesichts der erfolglosen Suche nach einem potenten finanziellen Förderer für das monumentale Totaltheater-Projekt blieb die angestrebte unmittelbare Identität von Bühne und Publikum eine unvollendete Theatervision Piscators. Durch seine Tätigkeit als Regisseur an eigens für den Dramatic Workshop gegründeten kleinen New Yorker Repertoirebühnen (Studio Theatre, President Theatre, Rooftop Theatre) und als Theaterpädagoge im US-Exil beeinflusste Piscator später den „Aufstieg und die Anerkennung des ‚Off-Broadway‘“ und das amerikanische Experimentaltheater (wie zum Beispiel das Living Theatre), gegründet von seiner Studentin und Assistentin Judith Malina, die noch The Piscator Notebook über die Arbeit in dieser Zeit herausgab.

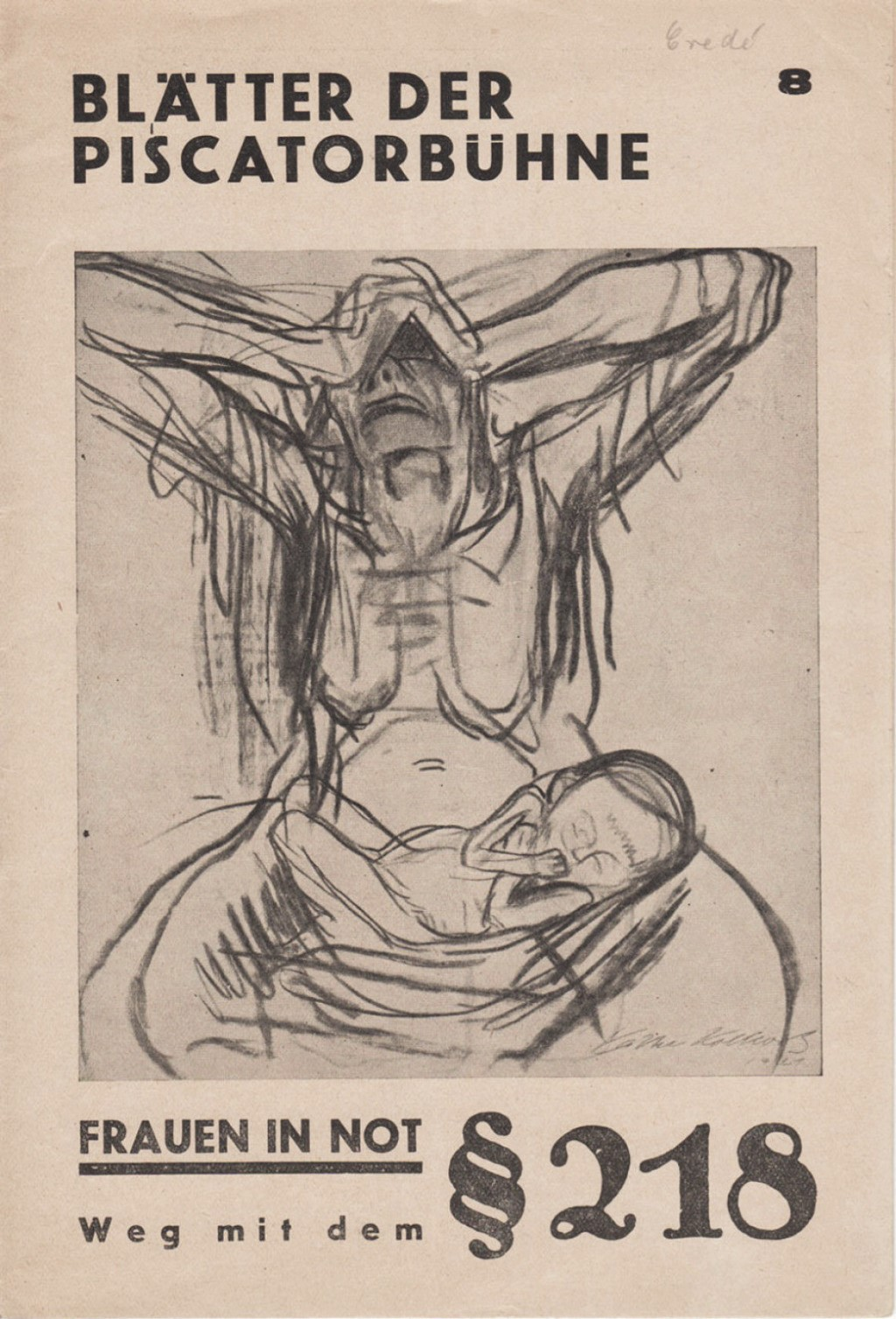
Programmheft zu Carl Credés § 218 (Frauen in Not), Wallnertheater Berlin, 3. April 1930, Umschlagillustration: Käthe Kollwitz

Piscator richtete sich gegen tradierte Vorstellungen vom hermetischen und unveränderlichen Kunstwerk an sich. In seinen Inszenierungen wurde die normative autonome Bühnenästhetik, die die Inszenierungspraxis deutscher Bühnen noch zu Beginn des 20. Jahrhunderts geprägt hatte, überwunden. Piscators Theaterkonzeption versuchte man in den größeren Bezugsrahmen einer anti-idealistischen Materialästhetik einzuordnen. Der Theater- und Literaturwissenschaftler Werner Mittenzwei beschrieb deren Anhänger als Wegbereiter eines tiefgreifenden Funktionswechsels der Kunst in Abgrenzung von einer autonomen Ästhetik des reinen Kunstschönen. Die „Materialästheten“ der späten Weimarer Republik verstanden ältere künstlerische Stoffe als wandelbares und an aktuelle Herausforderungen anzupassendes Material. Sie arbeiteten konventionelle Vorlagen um in der Absicht, auf eine grundlegende Umgestaltung gesellschaftlicher Strukturen hinzuwirken, oder erarbeiteten sie neu. Sie strebten neue Rezeptionsformen an und wollten die Betrachter aktivieren und als Mitproduzenten aufwerten. Dem gesellschaftlichen Aussagewert des Kunstwerks sollte Vorrang vor dessen rein ästhetischem Erlebniswert gebühren.
Die Programmatik der Materialästhetik schlug sich bei Piscator unter anderem auch in der Praxis der szenischen Bearbeitung von Romanen (von Jaroslav Hašek, Theodore Dreiser, Theodor Plievier, Robert Penn Warren und anderen) und historischen Stoffen nieder. Piscators inhaltlich mehrfach überarbeitete Bühnenfassung von Lew Tolstois historischem Roman Krieg und Frieden wurde seit 1955 in mehrere Sprachen übertragen und in 16 Ländern aufgeführt. In der Bundesrepublik erlebte Piscators interventionistisches Theater eine späte zweite Blüte. Mit Inszenierungen von Uraufführungsstoffen, die durch ein Engagement zur Aufarbeitung der NS-Vergangenheit (Hochhuth, Weiss) und die Kritik an einer atomaren Aufrüstung (Heinar Kipphardts In der Sache J. Robert Oppenheimer, 1964) geprägt waren, wurde er zu einem Initiator und Impulsgeber für das Gedächtnis- und Dokumentartheater.

### Einflüsse und Mitstreiter

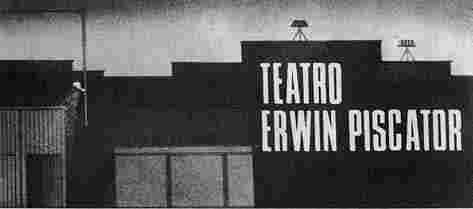
Das „Teatro Erwin Piscator“, Catania, Sizilien

Die Zeit der Weimarer Republik war eine der schöpferischsten und experimentierfreudigsten Epochen der deutschen Geschichte. Piscator bewegte sich in einem von der Suche nach neuen Theateransätzen, der Verschmelzung verschiedener Kunst- und Wahrnehmungsformen (Synästhesie) und lebhaften künstlerisch-politischen Debatten geprägten Umfeld. Punktuelle Übereinstimmungen Piscators im Hinblick auf Einzelaspekte wie die politische Wirkungsabsicht, die ausgiebige Nutzung der Bühnenmaschinerie oder das Zielpublikum bestanden mit den Theateransätzen verschiedener deutschsprachiger Kollegen.
Der österreichische Theaterunternehmer Max Reinhardt, der das Große Schauspielhaus in Berlin mit 5000 Plätzen bespielte und als Antipode Piscators galt, beeindruckte ein Massenpublikum durch ähnliche großräumige Arrangements vor einem Rundhorizont und durch die ausgiebige Nutzung der Bühnenmaschinerie, durch das Spiel auf einer Arenabühne und einer riesigen Drehbühne. Der vormalige Bühnenexpressionist Leopold Jessner galt ebenfalls als Vertreter eines, wenngleich moderateren „politischen Theaters“ der Weimarer Republik. Als Leiter des Preußischen Staatstheaters trat Jessner mit Inszenierungen wie Schillers Wilhelm Tell hervor, in denen er eine reduktionistische Stufenbühne zum Hintergrund eines leidenschaftlichen symbolischen Bekenntnisses zur jungen Republik machte. Kleinere Bühnen wie Karlheinz Martins „Tribüne“ wollten im Gefolge des Expressionismus – ähnlich den ersten Bühnen des frühen Piscator – einem proletarischen Publikum neue Kultursphären erschließen.

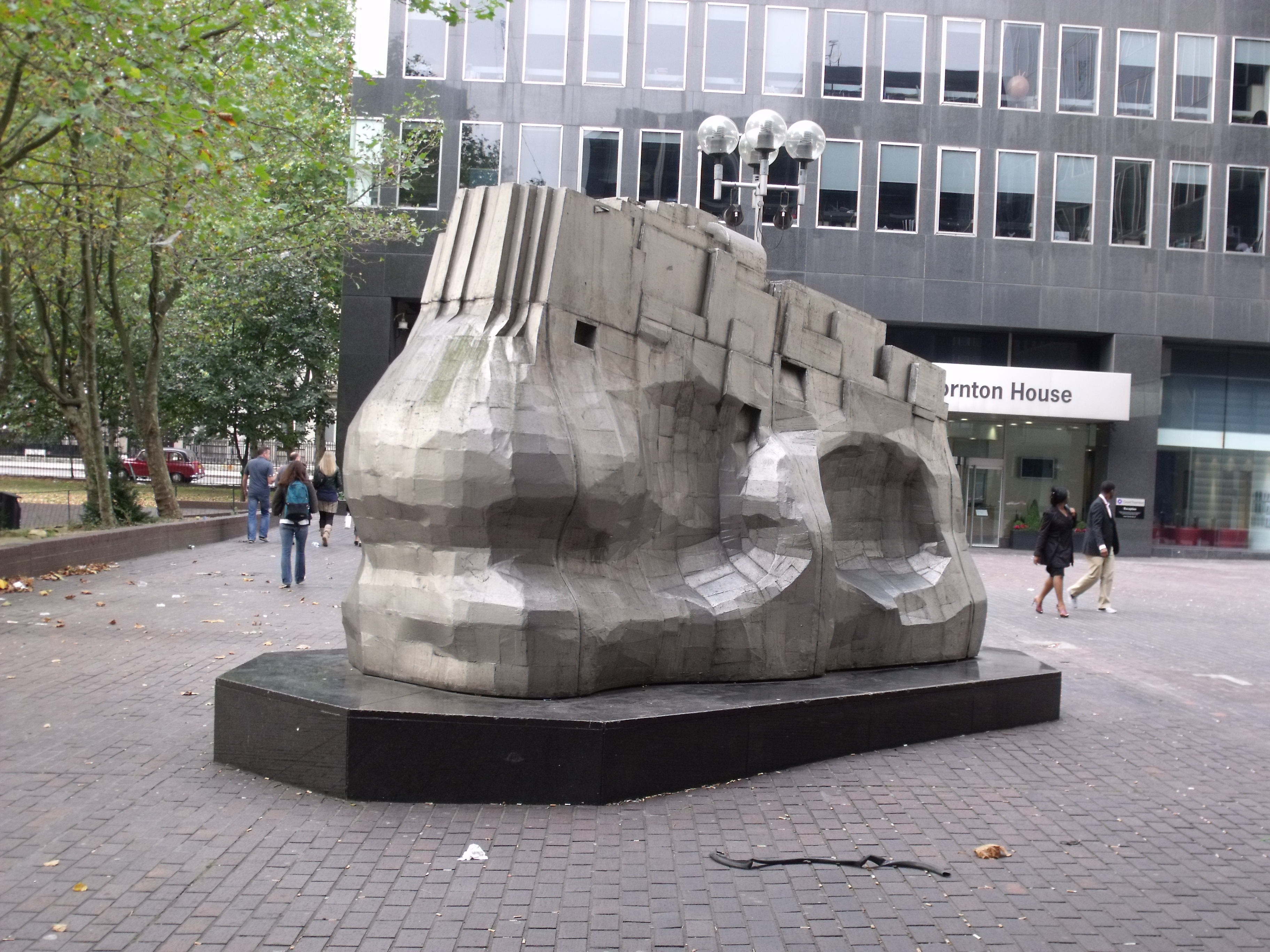
Eine nach Piscator benannte Skulptur des Bildhauers Eduardo Paolozzi im Londoner Stadtteil Camden

Vielfach wurden Übereinstimmungen Piscators mit russischen Theater- und Filmregisseuren im Hinblick auf die Nutzung von Film auf der Bühne und der fotografischen Montage bei Eisenstein, der Segment-Globus-Bühne bei Meyerhold oder der Konfrontation von Darsteller und Marionette bei Majakowski (sowie bei dem Briten Edward Gordon Craig) ausgemacht. Eine Vor-Ort-Begegnung mit den Arbeiten der sowjetischen Theateravantgarde im Zusammenhang mit einer ersten Reise Piscators in die Sowjetunion fand hingegen erst im September 1930 statt. Die in den Arbeiten von Kollegen angelegten Ideen fanden sich, häufig in verdichteter Form, bei Piscator wieder, indem er diese entweder zeitgleich selbst entwickelt hatte oder aber als Anregung von außen in seine Theaterkonzeption integrierte und umfunktionierte.
Besser nachweisbar als die mittelbaren Einflüsse anderer avantgardistischer Theaterpraktiker seiner Zeit auf Piscator sind die unmittelbaren Beiträge zahlreicher Mitarbeiter zu seinen Inszenierungen. Ganz im Sinne von Piscators Verständnis des Inszenierens als kollektivem Arbeitsprozess stellten die Produktionen der Piscator-Bühne das Ergebnis einer politisch-ästhetisch motivierten Gemeinschaftsanstrengung unter Leitung des Regisseurs als primus inter pares dar. Schon an die Stelle des Dramaturgen trat an der Piscator-Bühne ein größeres „dramaturgisches Kollektiv“: „Ein ganzes Team von Schriftstellern sollte das literarische Programm betreuen und die einzelnen Texte der Stücke prüfen.“
Dem von Felix Gasbarra und Leo Lania geleiteten Kollektiv gehörten als Mitarbeiter Walter Mehring, Bertolt Brecht, Erich Mühsam, Moshe Lifshits, Franz Jung und Alfred Wolfenstein an. Alfred Döblin, Kurt Tucholsky, Johannes R. Becher und der Filmkritiker Béla Balázs wurden von Fall zu Fall hinzugezogen. Über den Kreis der dramaturgischen Experten hinaus wirkten wechselnde Bühnenbildner, Kostümgestalter, Choreographen, Komponisten und Schauspieler an den Erfolgen der Piscator-Bühne mit. Im Extremfall war es möglich, dass sich eine einzelne Person in wechselnden Funktionen als Autor, Dramaturg, Vorleser und Hauptdarsteller verausgabte (so geschehen im Fall von Theodor Plievier bei Des Kaisers Kulis 1930 am Lessingtheater). Die Fruchtbarkeit der gemeinschaftlichen Produktionsweise zeigte sich noch in Piscators späten Arbeiten, in denen die enge Kooperation mit Autoren wie Rolf Hochhuth oder Peter Weiss, Bühnenbildern wie Hans-Ulrich Schmückle oder Komponisten wie Boris Blacher und Luigi Nono vereinzelt ähnlich intensive Formen annahm wie in den zwanziger Jahren.

### Kulturpolitische Aktivitäten und Reminiszenzen

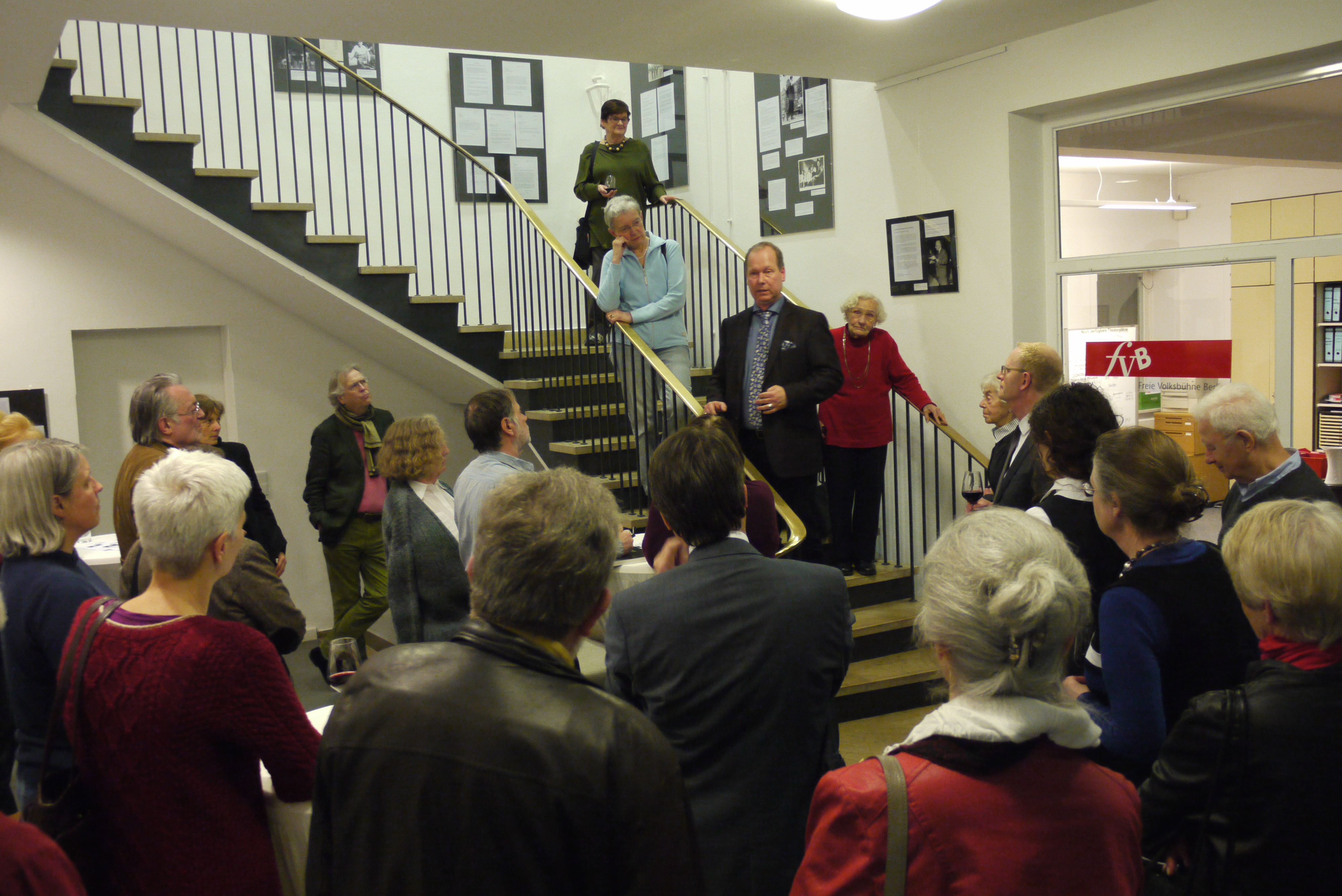
Vernissage einer Berliner Ausstellung anlässlich des 50. Todestages Erwin Piscators, 2016

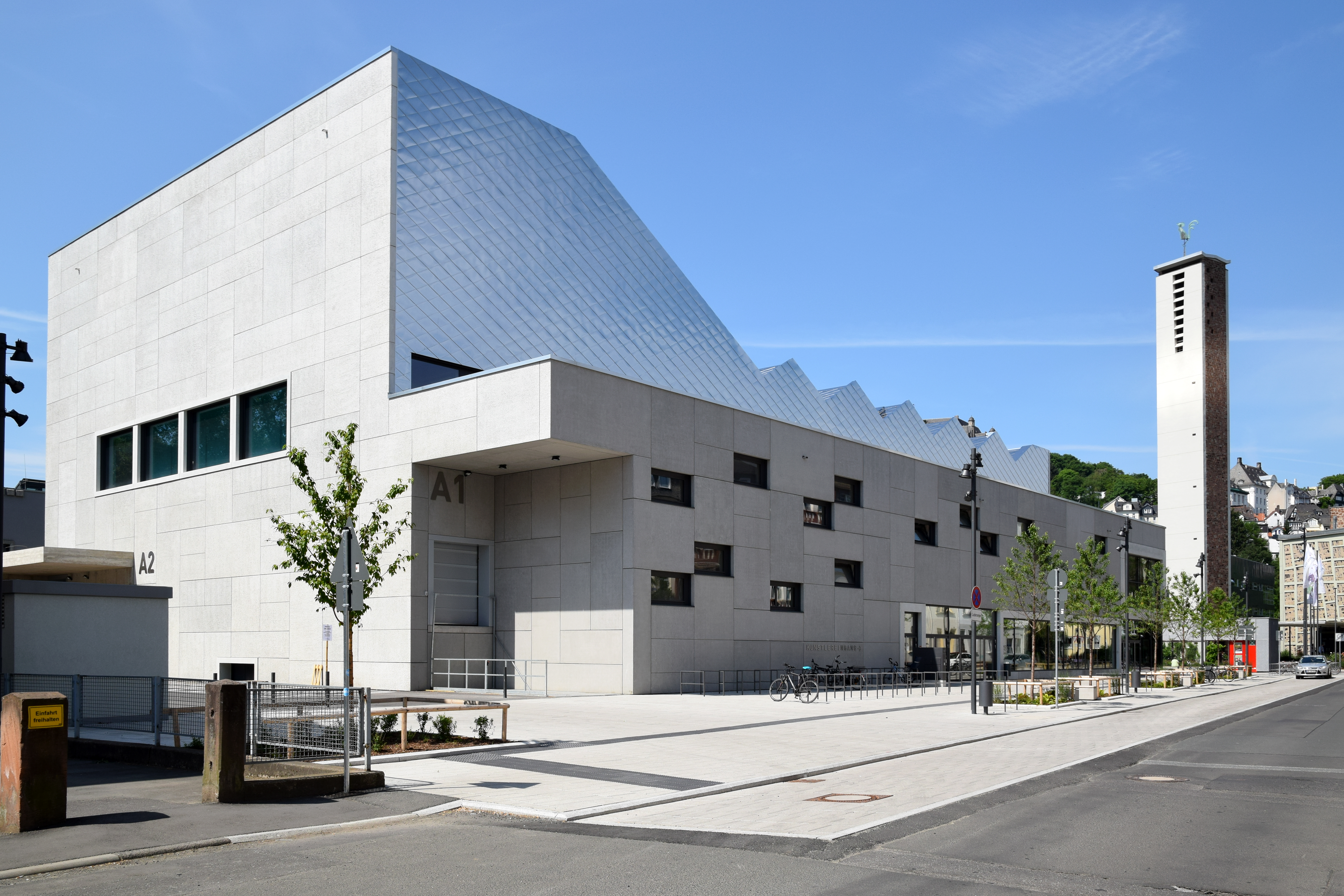
Die nach Piscator benannte Marburger Stadthalle (nach der umfassenden Sanierung 2016)

Als Theaterschaffender, für den ästhetische Form und politischer Anspruch prinzipiell zusammenfielen, unternahm Piscator zeitlebens auch zahlreiche Initiativen im Bereich der Kulturförderung und der Theaterpädagogik (Mitglied der Schriftstellervereinigung „Gruppe 1925“, Mitbegründer des „Volksverbandes für Filmkunst“, Einrichtung des „Studios“ an der Piscator-Bühne, Konzeption eines „Deutschen Staatstheaters“ in Engels etc.). Er war Mitinitiator und Präsident der 1956 in Hamburg gegründeten Deutschen Akademie der Darstellenden Künste, Präsident des Berliner Landesverbandes des Deutschen Bühnenvereins, Mitglied der Abteilung Darstellende Kunst der Akademie der Künste Berlin (West), korrespondierendes Mitglied der Deutschen Akademie der Künste Berlin (Ost) sowie seit 1959 Mitglied des P.E.N.-Zentrums der Bundesrepublik.
Auf Anregung seiner zweiten Ehefrau Maria Ley wird in New York seit 1986 jährlich der „Erwin Piscator Award“ an prominente Theater- und Filmschaffende sowie weitere Künstler vergeben (bislang unter anderem an Giorgio Strehler, Robert Wilson und Peter Zadek). Ausrichter ist die Non-Profit-Organisation „Elysium – Between Two Continents“. Neben dem deutsch-amerikanischen Schauspielpreis erinnern Stätten in mehreren Ländern an Piscators Bedeutung für das europäische Theater, darunter die 1969 als „Erwin-Piscator-Haus“ eröffnete Stadthalle Marburg, das 1972 gegründete Teatro Erwin Piscator in der süditalienischen Stadt Catania, eine 1980 eingeweihte Skulptur des schottischen Bildhauers Eduardo Paolozzi nördlich des Londoner Stadtzentrums (rund 40 Jahre später von der Eisenbahninfrastrukturgesellschaft Network Rail entfernt) sowie mehrere Gedenktafeln unter anderem in Berlin. Anlässlich des 100. Geburtstags wurde 1993 eine Landesstraße in Piscators Geburtsort Ulm (Greifenstein) nach dem Regisseur benannt. Im 50. Todesjahr wurde dem Regisseur daselbst ein Denkmal gesetzt. Kurz vor Piscators 130. Geburtstag erfolgte die Benennung des Veranstaltungsraums im Siegfried-Nestriepke-Haus der Publikumsorganisation „Kulturvolk/Freie Volksbühne Berlin“ in Berlin-Wilmersdorf zum „Piscator Saal“.
Piscators Leben, seine Theaterarbeit und sein in der Emigration entstandener Spielfilm sind Gegenstand verschiedener filmischer Dokumentationen, szenischer Textcollagen, künstlerischer Installationen sowie einer musikalischen Arbeit. Die 17-minütige Komposition Gustav Metzger as Erwin Piscator, Gera, January 1915 des in Hamburg ansässigen Soloprojekts „Black To Comm“ (Album Oocyte Oil & Stolen Androgens, 2020) enthält eine Rezitation aus Jaroslav Hašeks Roman Der brave Soldat Schwejk, auf die eine Passage aus dem ersten Kapitel von Piscators Hauptwerk Das Politische Theater folgt, in der der Theaterregisseur seine Einberufung zum Kriegsdienst schildert.
Umfangreiche Dokumente zu Leben und Wirken Piscators bewahren das Archiv der Akademie der Künste in Berlin (seit 1966/1971) sowie die Southern Illinois University Carbondale (seit 1971) auf. Der Verbleib des größten Teils der Originale der umfangreichen Piscator-Tagebücher der 1950er und 1960er Jahre ist, bis auf wenige Exemplare, die das Archiv der Akademie der Künste verwahrt, bislang ungeklärt.

## Inszenierungen
- 1924: Alfons Paquet, Fahnen (Volksbühne Berlin, 26. Mai 1924)[54]
- 1924: Revue Roter Rummel (Berliner Säle, 22. November 1924)
- 1925: Trotz alledem! Historische Revue (Großes Schauspielhaus Berlin, 12. Juli 1925)
- 1926: Alfons Paquet, Sturmflut (Volksbühne, 20. Februar 1926)
- 1926: Paul Zech, Das trunkene Schiff (Volksbühne Berlin, 21. Mai 1926)
- 1926: Friedrich Schiller, Die Räuber (Preußisches Staatstheater Berlin, 11. September 1926)
- 1927: Ehm Welk, Gewitter über Gottland (Volksbühne, 23. März 1927)
- 1927: Ernst Toller, Hoppla, wir leben! (Piscator-Bühne Berlin, 3. September 1927)
- 1927: Alexei Nikolajewitsch Tolstoi und Pawel Schtschegolew, Rasputin, die Romanows, der Krieg und das Volk, das gegen sie aufstand (Piscator-Bühne, 12. November 1927)
- 1928: Max Brod und Hans Reimann, Die Abenteuer des braven Soldaten Schwejk (Piscator-Bühne, 23. Januar 1928)
- 1928: Leo Lania, Konjunktur (Piscator-Bühne im Lessingtheater (Berlin), 8. April 1928)
- 1929: Walter Mehring, Der Kaufmann von Berlin (Zweite Piscator-Bühne, 6. September 1929)
- 1952: Gotthold Ephraim Lessing, Nathan der Weise (Schauspielhaus Marburg, 14. Mai 1952)
- 1954: Arthur Miller, Hexenjagd (Nationaltheater Mannheim, 20. September 1954)
- 1955: Lew Tolstoi, Krieg und Frieden (Schillertheater Berlin, 20. März 1955)
- 1957: Friedrich Schiller, Die Räuber (Nationaltheater Mannheim, 13. Januar 1957)
- 1962: Bertolt Brecht, Flüchtlingsgespräche (Münchner Kammerspiele, Uraufführung, 15. Februar 1962)
- 1962: Gerhart Hauptmann, Atriden-Tetralogie (Theater am Kurfürstendamm, 7. Oktober 1962, kürzende Bearbeitung von Erwin Piscator)
- 1963: Rolf Hochhuth, Der Stellvertreter (Theater am Kurfürstendamm, 20. Februar 1963)
- 1963: Romain Rolland Robespierre (Freie Volksbühne Berlin, 1. Mai 1963, Bühnenbearbeitung von Erwin Piscator und Felix Gasbarra)
- 1964: Heinar Kipphardt, In der Sache J. Robert Oppenheimer (Freie Volksbühne Berlin, 11. Oktober 1964)
- 1965: Peter Weiss, Die Ermittlung (Freie Volksbühne Berlin, 19. Oktober 1965)

## Film, Fernsehen, Hörspiel
Spiel- und Fernsehfilme
- Der Aufstand der Fischer nach Anna Seghers (UdSSR: Meschrabpom 1934).
- Im Räderwerk nach Jean-Paul Sartre (HR, 1956)

Hörspiele
- Heimkehr von Ilse Langner (NWDR, 1953)[55]
- Gas von Georg Kaiser (HR, 1958)
- Göttinger Kantate von Günther Weisenborn (SDR, 1958)
- Der Stellvertreter von Rolf Hochhuth (HR, 1963)[56]

Fernsehdokumentationen über Piscator
- Ein Mann namens Pis. Drehbuch & Regie: Rosa von Praunheim. 1991.
- Porträt des berühmten Theaterregisseurs Erwin Piscator. Drehbuch: Ulf Kalkreuth. ORB, Potsdam 1993.
- Der Revolutionär – Erwin Piscator auf der Weltbühne. Regie: Barbara Frankenstein, Rainer K. G. Ott. SFB, Berlin 1988.
- Weltbühne Berlin – die zwanziger Jahre. Drehbuch: Irmgard v.z. Mühlen. Chronos, Berlin 1991 (kurze Originalaufnahme von Piscator 1927).

### Schriften
- Erwin Piscator: Briefe. Band 1: Berlin – Moskau 1909–1936. Hrsg. von Peter Diezel. B&S Siebenhaar, Berlin 2005, ISBN 3-936962-14-6.
- Erwin Piscator: Briefe. Band 2: Paris, New York 1936–1951. Hrsg. von Peter Diezel. B&S Siebenhaar, Berlin 2009.
  - Band 2.1: Paris 1936–1938/39. ISBN 978-3-936962-57-4.
  - Band 2.2: New York 1939–1945. ISBN 978-3-936962-58-1.
  - Band 2.3: New York 1945–1951. ISBN 978-3-936962-70-3.
- Erwin Piscator: Briefe. Band 3 Hrsg. von Peter Diezel. B&S Siebenhaar, Berlin 2011.
  - Band 3.1: Bundesrepublik Deutschland, 1951–1954. ISBN 978-3-936962-83-3.
  - Band 3.2: Bundesrepublik Deutschland, 1955–1959. ISBN 978-3-936962-84-0.
  - Band 3.3: Bundesrepublik Deutschland, 1960–1966. ISBN 978-3-936962-85-7.
- Erwin Piscator: Das Politische Theater. Neubearbeitet von Felix Gasbarra, mit einem Vorwort von Wolfgang Drews. Rowohlt, Reinbek 1963, DNB 453784836. (Originalausgabe: Adalbert Schultz, Berlin 1929, DNB 575381558)
- Erwin Piscator: Theater, Film, Politik. Ausgewählte Schriften. Hrsg. von Ludwig Hoffmann. Henschel, Berlin 1980, DNB 800345460.
- Erwin Piscator: Zeittheater. Das politische Theater und weitere Schriften. 1915–1966. Ausgewählt und bearbeitet von Manfred Brauneck und Peter Stertz. Rowohlt, Reinbek bei Hamburg 1986, ISBN 3-499-55429-1.
- Krieg und Frieden. Nach dem Roman von Leo Tolstoi für die Bühne nacherzählt und bearbeitet von Alfred Neumann, Erwin Piscator und Guntram Prüfer. Rowohlt, Reinbek bei Hamburg 1955, DNB 453564526.

### Sekundärliteratur
- Ullrich Amlung (Hrsg.): „Leben – ist immer ein Anfang!“ Erwin Piscator 1893–1966. Der Regisseur des politischen Theaters. Jonas, Marburg 1993, ISBN 3-89445-162-9.
- Knut Boeser, Renata Vatková (Hrsg.): Erwin Piscator. Eine Arbeitsbiographie in 2 Bänden (= Reihe Deutsche Vergangenheit, Band 11). Frölich und Kaufmann / Edition Hentrich, Berlin 1986.
  - Band 1: Berlin 1916–1931. ISBN 3-88725-215-2
  - Band 2: Moskau-Paris-New York-Berlin 1931–1966. ISBN 3-88725-229-2.
- Franz-Josef Deiters: „'das Theater [...] in den Dienst der revolutionären Bewegung gestellt'. Erwin Piscators Modell eines Agitations- und Propagandatheaters“. In: Franz-Josef Deiters: Verweltlichung der Bühne? Zur Mediologie des Theaters der Moderne. Berlin: Erich Schmidt Verlag, 2019. ISBN 978-3-503-18813-0, S. 103–131.
- Heinrich Goertz: Erwin Piscator in Selbstzeugnissen und Bilddokumenten. Rowohlt, Reinbek bei Hamburg 1974, ISBN 978-3-499-50221-7 (früher: ISBN 3-499-50221-6)
- Hermann Haarmann: Erwin Piscator und die Schicksale der Berliner Dramaturgie. Nachträge zu einem Kapitel deutscher Theatergeschichte. Wilhelm Fink, München 1991, ISBN 3-7705-2685-6.
- Peter Jung: Erwin Piscator. Das politische Theater. Ein Kommentar. Nora, Berlin 2007, ISBN 978-3-86557-105-2.
- Judith Malina: The Piscator Notebook. Routledge Chapman & Hall, London 2012, ISBN 978-0-415-60073-6.
- Klaus Wannemacher: Erwin Piscators Theater gegen das Schweigen: politisches Theater zwischen den Fronten des Kalten Kriegs (1951–1966) (= Theatron, Band 42), Niemeyer, Tübingen 2004, ISBN 978-3-484-66042-7 (Dissertation Universität Heidelberg 2002, VIII, 287 Seiten, Illustrationen; unter dem Titel Piscator und die unbewältigte Vergangenheit).
- Klaus Wannemacher: Der Amnesie des Publikums begegnen. Nachkriegstheater als Inkubator des „Aufarbeitungs“-Diskurses. In: Stephan A. Glienke, Volker Paulmann und Joachim Perels (Hrsg.): Erfolgsgeschichte Bundesrepublik? Die Nachkriegsgesellschaft im langen Schatten des Nationalsozialismus. Wallstein, Göttingen 2008, ISBN 978-3-8353-0249-5, S. 263–291.
- Carl Wege: Piscator, Erwin Friedrich Max. In: Neue Deutsche Biographie (NDB). Band 20, Duncker & Humblot, Berlin 2001, ISBN 3-428-00201-6, S. 478–480 (Digitalisat).
- John Willett: Erwin Piscator. Die Eröffnung des politischen Zeitalters auf dem Theater. Suhrkamp, Frankfurt am Main 1982, ISBN 3-518-10924-3.

- Thea Kirfel-Lenk: Erwin Piscator im Exil in den USA. Henschelverlag, Berlin, 1984
- Thea Kirfel-Lenk: „Ändere die Welt: Sie braucht es.“ Erwin Piscator und sein internationales Theaterkollektiv. In: Berliner Begegnungen. Ausländische Künstler in Berlin 1918 bis 1933. Dietz Verlag Berlin, 1987, S. 312–324